# More News from Nowhere
„More News From Nowhere” to drugi singel z płyty Dig, Lazarus, Dig!!! nagranej przez zespół Nick Cave and the Bad Seeds. 
Singel jest dostępny, jako 7" płyta winylowa oraz w formacie CD.

## Spis utworów
1. More News From Nowhere
2. Fleeting Love
3. Night Of The Lotus Eaters

Producenci:  Nick Cave and the Bad Seeds i Nick Launay